# ジョージ・ワシントン級原子力潜水艦
ジョージ・ワシントン級原子力潜水艦（ジョージ・ワシントンきゅうげんしりょくせんすいかん、George Washington class submarine）はアメリカ海軍の弾道ミサイル原子力潜水艦（戦略ミサイル原子力潜水艦）(SSBN)。計画番号SCB180A。アメリカ海軍の用語によれば艦隊弾道ミサイル潜水艦（FBM: Fleet Balistic Missile Submarine）。世界初の潜水艦発射弾道ミサイル搭載原子力潜水艦である。
1959年12月に1番艦が就役し、冷戦期のアメリカに巨大な核火力と強力な抑止力をもたらした。1960年代のマクナマラ国防長官の核抑止政策のもと、引き続き整備されたイーサン・アレン級、ラファイエット級とともに「自由のための41隻（41 for Freedom）」の一翼をなし、冷戦下の水中核戦力におけるアメリカの優位の維持に寄与した。

## 概要
アメリカ海軍初の潜水艦発射弾道ミサイルUGM-27 ポラリスが開発途上にあった1957年、ソ連は、ICBMの実験に成功し、同年10月には、ICBM転用ロケットにより人工衛星打ち上げにも成功したそこで焦燥感にかられたアメリカ政府当局は、設計段階にあったSLBM潜水艦（後のイーサン・アレン級）よりも早く実戦配備できる弾道ミサイル原潜を戦力化することを求めていた。
そこで、1957年、アメリカ海軍は、長射程戦略ミサイルで武装した原子力潜水艦の建造をエレクトリック・ボート社に発注した。エレクトリック・ボート社はこの要求に迅速に応えるべく、船台上で1957年11月から建造中であった2隻のスキップジャック級攻撃原潜の船体を流用し、40mのミサイル区画を挿入することにした。
かかる経緯からして、ジョージ・ワシントン級とは本質的には、スキップジャック級の全くの派生型である。とりわけ1番艦のジョージ・ワシントン（USS George Washington, SSBN-598）の場合、エレクトリック・ボート社の船台上で建造中であったスキップジャック級の「3番艦『スコーピオン』」になるはずだった船体を切断し、ミサイル区画を挿入する工事が行われており、上記のことが文字通りに当てはまる。しかし静粛性はスキップジャック級よりもはるかに優れており、放射雑音レベルは約15dB低い。当初は誘導ミサイル原子力潜水艦（SSGN）に類別されたが、1958年6月26日付で弾道ミサイル原子力潜水艦（SSBN）となった。
1番艦ジョージ・ワシントンは、1960年7月20日、ポラリス・ミサイルの水中発射実験に成功し、11月15日には最初の戦略抑止哨戒に出動し、1961年1月21日に帰港した。続く2番艦パトリック・ヘンリー（USS Patrick Henry, SSBN-599）は1961年1月31日に戦略抑止哨戒に出動し、3月8日に帰港した。
搭載ミサイルは当初はポラリスA-1で、圧搾空気式のミサイル射出装置を装備した。1964年6月2日にジョージ・ワシントンの搭載ミサイルがA-3に換装されたのを皮切りに、1965年8月14日までに全艦が改装され、ポラリスA-3を運用するようになった。これに伴い、射撃指揮装置がMk84に、射出装置がガス発生式に、それぞれ改められた。1958年の決定により、本級に始まるアメリカの弾道ミサイル原潜は、稼働率向上のため2組（「ブルー」組と「ゴールド」組）の乗員により運用されるになった。
1981年、ジョージ・ワシントン、パトリック・ヘンリー、ロバート・E・リー（USS Robert E. Lee, SSBN-601）の3隻は、第二次戦略兵器制限交渉の制限に基づき、弾道ミサイル潜水艦の削減の実施されたことにより、戦略抑止哨戒任務から解役された。これに伴い、弾道ミサイル関連の装備は使用不能にされ（ミサイル発射筒はセメントで封鎖し、ミサイル射撃指揮装置は撤去、慣性航法装置の搭載数は2基から1基に減数）、かわって曳航アレイBQR-15を装備し、攻撃原潜に種別変更され、退役までの日々を主に訓練任務に従事しつつ過ごした。
ネームシップのジョージ・ワシントンは、鹿児島県沖の東シナ海に浮かぶ下甑島付近を航行中であった1981年4月9日、日本の愛媛県の海運会社が所有していた貨物船日昇丸（2,350t）と衝突し沈没させる事故を起こしている。また軍事機密が露見するのを恐れて現場から救助せず立ち去ったため、船長ら2名が死亡した。

## 比較
|          |            | コロンビア級           | オハイオ級             | フランクリン級      | マディソン級        | ラファイエット級    | アレン級            | ワシントン級        |
| -------- | ---------- | ---------------------- | ---------------------- | ------------------- | ------------------- | ------------------- | ------------------- | ------------------- |
| 船体     | 水上排水量 | 不明                   | 16,764 t               | 7,320 t             | 7,320 t             | 7,320 t             | 6,955 t             | 5,959 t             |
| 船体     | 水中排水量 | 20,810 t               | 18,750 t               | 8,240 t             | 8,240 t             | 8,240 t             | 7,880 t             | 6,709 t             |
| 船体     | 全長       | 170.99 m               | 170.67 m               | 129.5 m             | 129.5 m             | 129.5 m             | 125 m               | 116.3 m             |
| 船体     | 全幅       | 13.1 m                 | 12.8 m                 | 10 m                | 10 m                | 10 m                | 10.1 m              | 10.1 m              |
| 船体     | 吃水       | 不明                   | 11.1 m                 | 9.4 m               | 8.69 m              | 8.69 m              | 8.4 m               | 8.1 m               |
| 主機     | 機関       | 原子炉+IEP             | 原子炉+蒸気タービン    | 原子炉+蒸気タービン | 原子炉+蒸気タービン | 原子炉+蒸気タービン | 原子炉+蒸気タービン | 原子炉+蒸気タービン |
| 主機     | 方式       | ターボ・エレクトリック | ギアード・タービン     | ギアード・タービン  | ギアード・タービン  | ギアード・タービン  | ギアード・タービン  | ギアード・タービン  |
| 主機     | 原子炉     | BC S1B                 | GE S8G                 | WEC S5W             | WEC S5W             | WEC S5W             | WEC S5W             | WEC S5W             |
| 主機     | 出力       | 60,000 shp             | 60,000 shp             | 15,000 shp          | 15,000 shp          | 15,000 shp          | 15,000 shp          | 15,000 shp          |
| 主機     | 水中速力   | 24 kt（推定）          | 24 kt（推定）          | 21 kt               | 21 kt               | 25 kt               | 21 kt               | 22 kt               |
| 兵装     | 水雷       | 533mm魚雷発射管×4門    | 533mm魚雷発射管×4門    | 533mm魚雷発射管×4門 | 533mm魚雷発射管×4門 | 533mm魚雷発射管×4門 | 533mm魚雷発射管×4門 | 533mm魚雷発射管×4門 |
| 兵装     | SLBM       | トライデントD5LEP×16基 | トライデントC4/D5×24基 | ポラリスA3×16基     | ポラリスA3×16基     | ポラリスA2×16基     | ポラリスA2×16基     | ポラリスA1×16基     |
| 同型艦数 | 同型艦数   | 未就役（12隻予定）     | 18隻                   | 12隻                | 10隻                | 9隻                 | 5隻                 | 5隻                 |

## 同型艦
| 艦番号            | 艦名                                          | 建造所                       | 起工           | 進水            | 就役            | 退役           |
| ----------------- | --------------------------------------------- | ---------------------------- | -------------- | --------------- | --------------- | -------------- |
| SSBN-598 →SSN-598 | ジョージ・ワシントン USS George Washington    | エレクトリック・ボート       | 1958年 11月1日 | 1959年 6月9日   | 1959年 12月30日 | 1985年 1月24日 |
| SSBN-599 →SSN-599 | パトリック・ヘンリー USS Patrick Henry        | エレクトリック・ボート       | 1958年 5月27日 | 1959年 9月22日  | 1960年 4月11日  | 1984年 5月25日 |
| SSBN-600          | セオドア・ルーズベルト USS Theodore Roosevelt | メア・アイランド海軍造船所   | 1958年 5月20日 | 1959年 10月3日  | 1961年 2月13日  | 1982年 12月1日 |
| SSBN-601 →SSN-601 | ロバート・E・リー USS Robert E. Lee           | ニューポート・ニューズ造船所 | 1958年 8月25日 | 1959年 12月18日 | 1960年 9月16日  | 1983年 12月1日 |
| SSBN-602          | エイブラハム・リンカーン USS Abraham Lincoln  | ポーツマス海軍造船所         | 1958年 11月1日 | 1960年 5月14日  | 1961年 3月11日  | 1981年 2月28日 |